# ラッセル第3彗星
ラッセル第3彗星（英語: 91P/Russell）は、1983年6月14日にオーストラリアの天文学者、Kenneth S. Russellが発見した太陽系の周期彗星である。